# Malmedy-Massaker
Auftakt

Kesternich – Wahlerscheid
Deutscher Angriff

Losheimergraben – Clervaux – Stößer – Greif

Alliierte Verteidigung und Gegenangriff

Elsenborn Rücken – St. Vith – Bastogne – Bure
Deutscher Gegenangriff

Bodenplatte – Nordwind
Kriegsverbrechen

Malmedy – Wereth – Chenogne

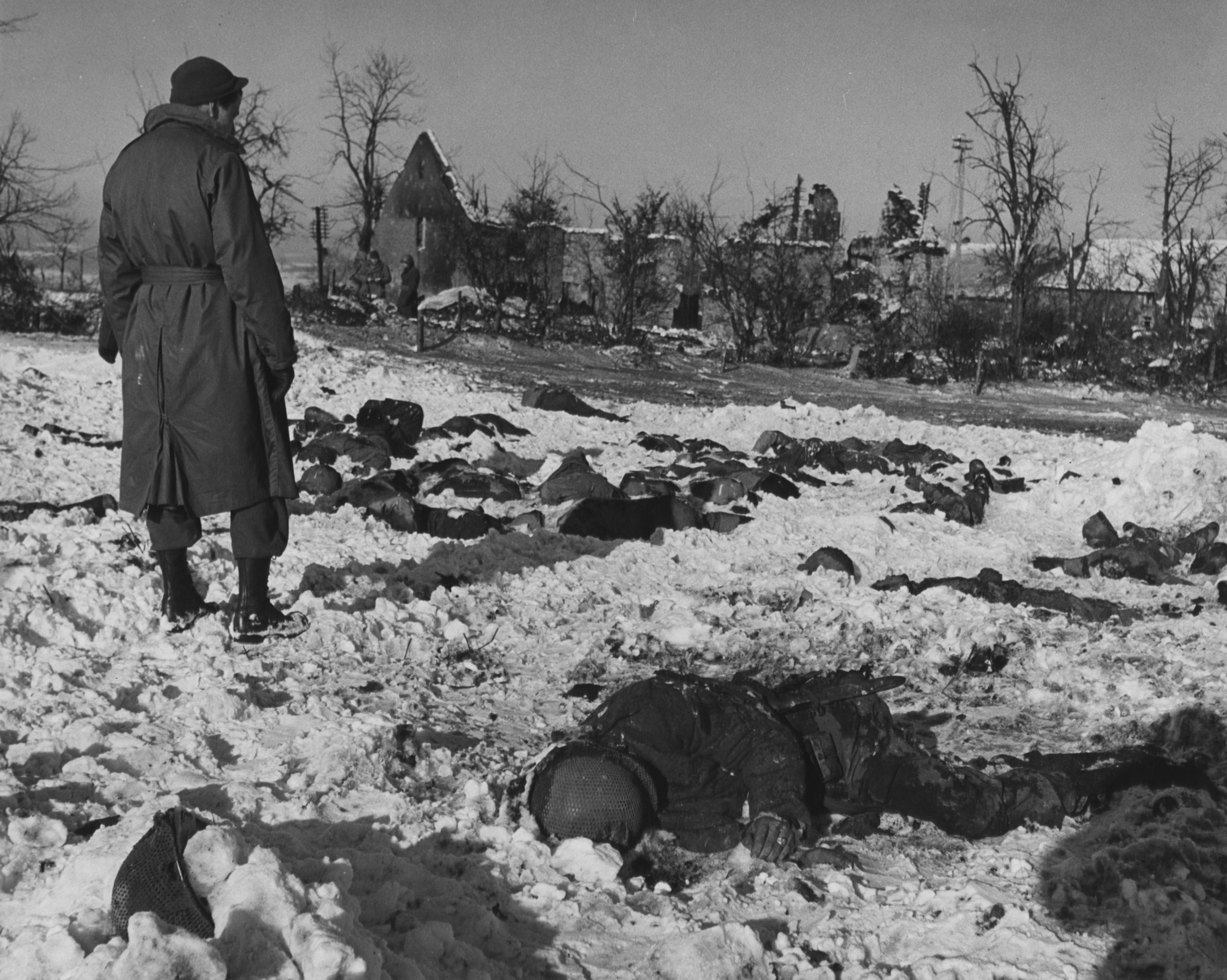
Tote nach dem Malmedy-Massaker

Das Malmedy-Massaker war ein Kriegsverbrechen, das am 17. Dezember 1944 im Zuge der Ardennenoffensive in der Schlussphase des Zweiten Weltkriegs verübt wurde. Dabei wurden mindestens 82 kriegsgefangene US-amerikanische Soldaten von Angehörigen der Waffen-SS erschossen. Der Ort des Geschehens lag bei Malmedy.

## Vorgeschichte
Die Ardennenoffensive war der vorletzte Versuch der Wehrmacht, die Initiative an der Westfront zurückzugewinnen. Drei zumeist kampferprobte deutsche Armeen der Heeresgruppe B sollten im Winter 1944 im unwegsamen Gelände der Ardennen den Vorstoß der alliierten Truppen in Richtung Rhein – für den Gegner völlig unerwartet – zurückschlagen und durch einen überraschenden und blitzartigen Vormarsch nach Antwerpen die Hauptnachschublinien der Alliierten abschneiden. Die deutschen Kommandeure wollten mit dem „Unternehmen Herbstnebel“ die Anti-Hitler-Koalition spalten und ein Ende der Kämpfe im Westen erzwingen.
Während einer Lagebesprechung im Gefechtsstand Adlerhorst bei Bad Nauheim bezeichnete Adolf Hitler am 12. Dezember 1944 vor seinen versammelten Generälen die bevorstehende Winteroffensive als „die bedeutendste Schlacht in einem Entscheidungskrieg auf Leben und Tod“. Nach Aussagen der damals Beteiligten gab Hitler auch die Anweisung, Gefangene nur dann zu machen, wenn es die „taktische Situation“ erlaube. Entsprechend wurden Anweisungen zur „rücksichtslosen Härte“ von den übergeordneten Befehlsstellen an die unterstellten Einheiten weitergegeben, so auch von Josef Dietrich. Laut der Anklage im späteren Prozess soll er Anweisung gegeben haben, kriegsvölkerrechtliche Vorschriften zu ignorieren.

## Die Kampfgruppe Peiper
Die Kampfgruppe Peiper unter dem Befehl des SS-Standartenführers Joachim Peiper war ein ungefähr 1000 Mann und 100 Panzerfahrzeuge umfassender Verband der 1. SS-Panzer-Division „Leibstandarte SS Adolf Hitler“. Für die Ardennenoffensive war die Kampfgruppe der 6. Panzerarmee unter Josef Dietrich zugeteilt, deren Angriffsspitze sie stellen sollte. Die Aufgabe von Peipers Verband war der rasche Vorstoß zu den Maas-Brücken bei Huy und die Öffnung eines Korridors für nachfolgende Truppen. Wie Peiper selbst, hatte ein Großteil seiner Untergebenen zuvor an der Ostfront gekämpft. Vor dem Beginn der Offensive lag Peipers Truppe weit hinter dem Zeitplan und drohte die gesamte Operation zu gefährden. Da gerade die Leibstandarte SS „Adolf Hitler“ sich als Elite betrachtete, setzte die Angst vor dem Versagen die Kommandeure der Kampfgruppe stark unter Druck.

## Das Massaker

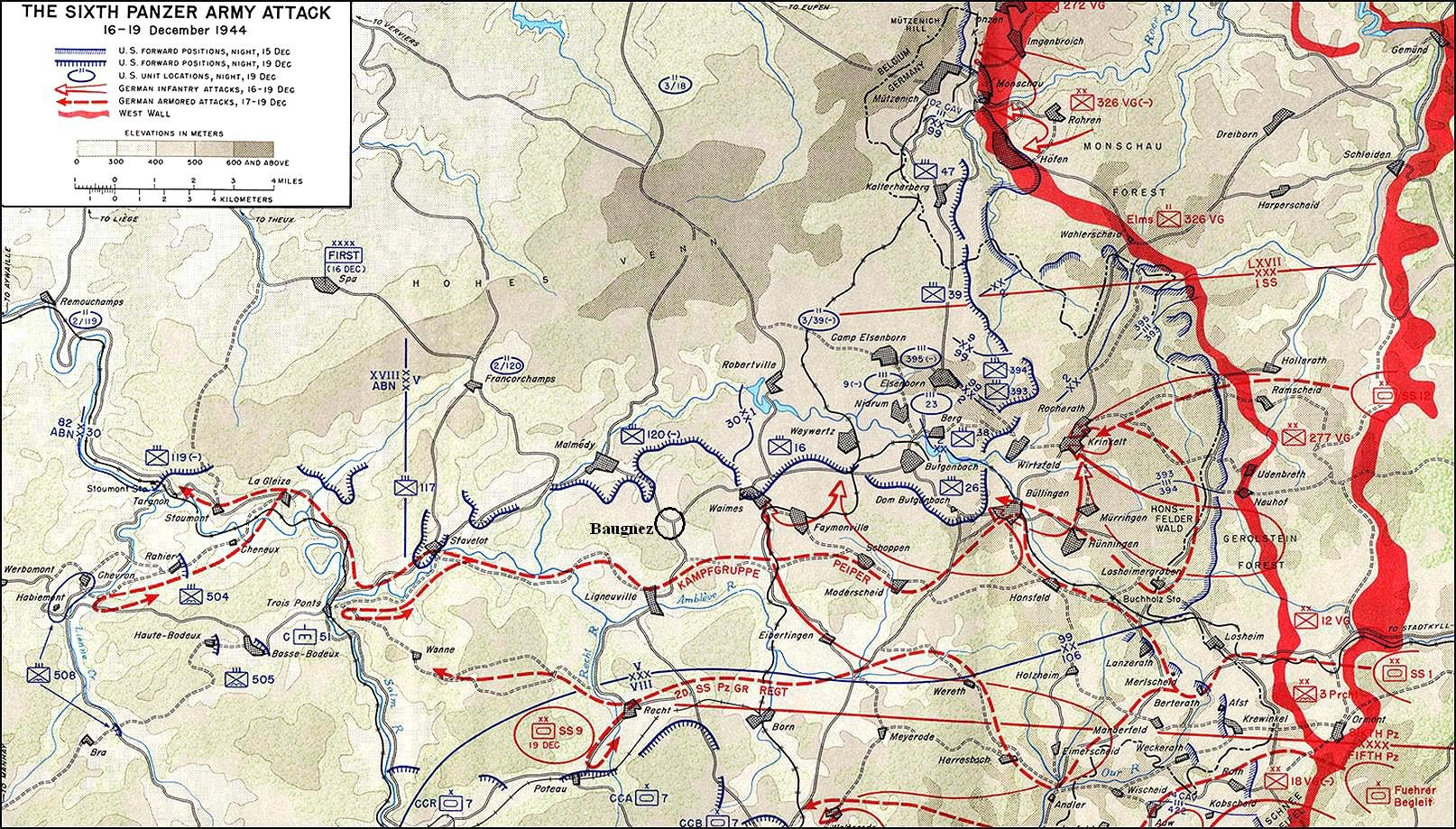
Amerikanischer Lageplan

Am 17. Dezember 1944, dem zweiten Tag der Ardennen-Offensive, traf die schnell vorgehende Panzertruppe Peipers etwa vier Kilometer südöstlich von Malmedy an der Straßenkreuzung von Baugnez auf einen LKW-Konvoi der Battery B des 285th Field Artillery Observation Battalion der United States Army. Sofort nach seiner Entdeckung wurde der Konvoi beschossen und überwältigt. Die Angriffsspitze der Kampfgruppe Peiper – darunter auch Joachim Peiper selbst – kümmerte sich nicht um die gefangenen Amerikaner und fuhr eilig weiter. Angehörige der nachfolgenden SS-Einheiten stellten die etwas über 100 Gefangenen auf einer Wiese nahe der Straßenkreuzung auf. Der genaue Ablauf des nun folgenden Massakers oder eine eventuell vorhandene Befehlskette der nachfolgenden Ereignisse konnte bisher nicht eindeutig geklärt werden. Möglicherweise versuchten die unbewachten gefangenen amerikanischen Soldaten gemeinsam in einen etwa 60 m entfernten Wald zu fliehen.
Sicher ist jedoch, dass die SS-Männer gegen Mittag des 17. Dezembers mit Maschinenpistolen und den Bordwaffen ihrer Fahrzeuge mehrfach nacheinander das Feuer auf mehrere Gruppen gefangener Amerikaner, unter denen sich auch Verwundete befanden, eröffneten. Anschließend töteten einzelne SS-Männer die Überlebenden durch Schüsse aus nächster Nähe, was später ein Beweis dafür war, dass es sich um ein Verbrechen und kein normales Gefecht gehandelt hatte. Insgesamt starben mindestens 82 Amerikaner. Sie wurden erst im Januar 1945 von ihren Kameraden im Schnee gefunden.

## Die Folgen des Massakers
54 GIs (unter ihnen auch der US-amerikanische Schauspieler Charles Durning) überlebten, ohne von den SS-Truppen bemerkt zu werden, und flohen nach dem Rückzug der deutschen Truppen. Bereits am Nachmittag des 17. Dezembers hatten sich die ersten Männer zu den eigenen Linien durchgeschlagen. Am 18. Dezember wurde das alliierte Oberkommando über den Vorfall informiert. Obwohl es nicht das einzige Kriegsverbrechen der SS gegen die Westmächte war und auch nicht blieb, nahm Malmedy später eine Symbolstellung ein: Das Massaker stand für die brutale Rücksichtslosigkeit, mit der der Krieg von deutscher Seite aus geführt wurde.
Das Massaker blieb auch der Öffentlichkeit nicht lange verborgen. Bereits am 21. Dezember kursierten erste Berichte in der alliierten Presse. Am 25. Dezember erschien ein weiterer Bericht im TIME-Magazin, weitere Artikel folgten in der Armeezeitung The Stars and Stripes und in Newsweek. Am 30. Dezember 1944 ersuchte das US-amerikanische State-Department die Schweizer Botschaft, eine Protestnote mit der Bitte um Untersuchung des Vorfalls an die deutsche Reichsregierung zu übergeben. Unter Berufung auf die Untersuchungsergebnisse der für solche Fälle eingerichteten Wehrmacht-Untersuchungsstelle bestritt das Auswärtige Amt in einer am 8. März übermittelten Note den Vorfall.
Beim 328. Infanterie-Regiment der 26. Infanterie-Division wurde nach dem Malmedy-Massaker der Befehl ausgegeben, bei Angehörigen der Waffen-SS und den Fallschirmjägern keine Gefangenen zu machen. Einige US-Einheiten sollen SS-Gefangene routinemäßig getötet haben. Nach Angaben von Peter Schrijvers tötete die 90. Infanterie-Division an der Saar im Dezember 1944 ihre Gefangenen aus der Waffen-SS in derart systematischer Weise, dass die Führung ausdrückliche Befehle ausgab, Gefangene der Waffen-SS am Leben zu lassen, um Information von ihnen erhalten zu können. Beim Massaker von Chenogne erschossen US-Soldaten am Neujahrstag 1945 mehrere Dutzend deutsche Kriegsgefangene aus der Wehrmacht. Nach einer Einschätzung von Peter Lieb nimmt General George Patton in seinem Tagebuch auf dieses Massaker Bezug mit seiner Eintragung: „The 11th Armored is very green and took some unnecessary losses to no effect. There were also some unfortunate incidents in the shooting of prisoners. I hope we can conceal this.“ ("Die 11. Panzerdivision ist noch sehr unerfahren und hat einige unnötige Verluste ohne Gegenwert erlitten. Es gab auch einige unglückliche Zwischenfälle bei der Erschießung von Gefangenen. Ich hoffe, wir können das verbergen.") Lieb hält es für wahrscheinlich, dass in den folgenden Wochen bis Kriegsende US-Truppen häufig deutsche Gefangene, insbesondere aus der Waffen-SS, erschossen.

## Juristische Aufarbeitung

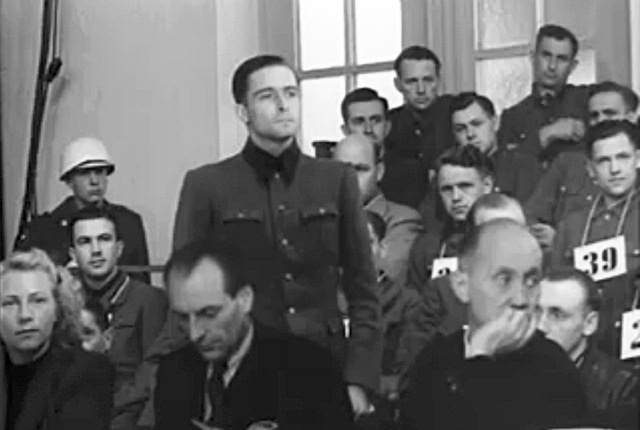
Joachim Peiper beim Malmedy-Prozess, 16. Mai 1946

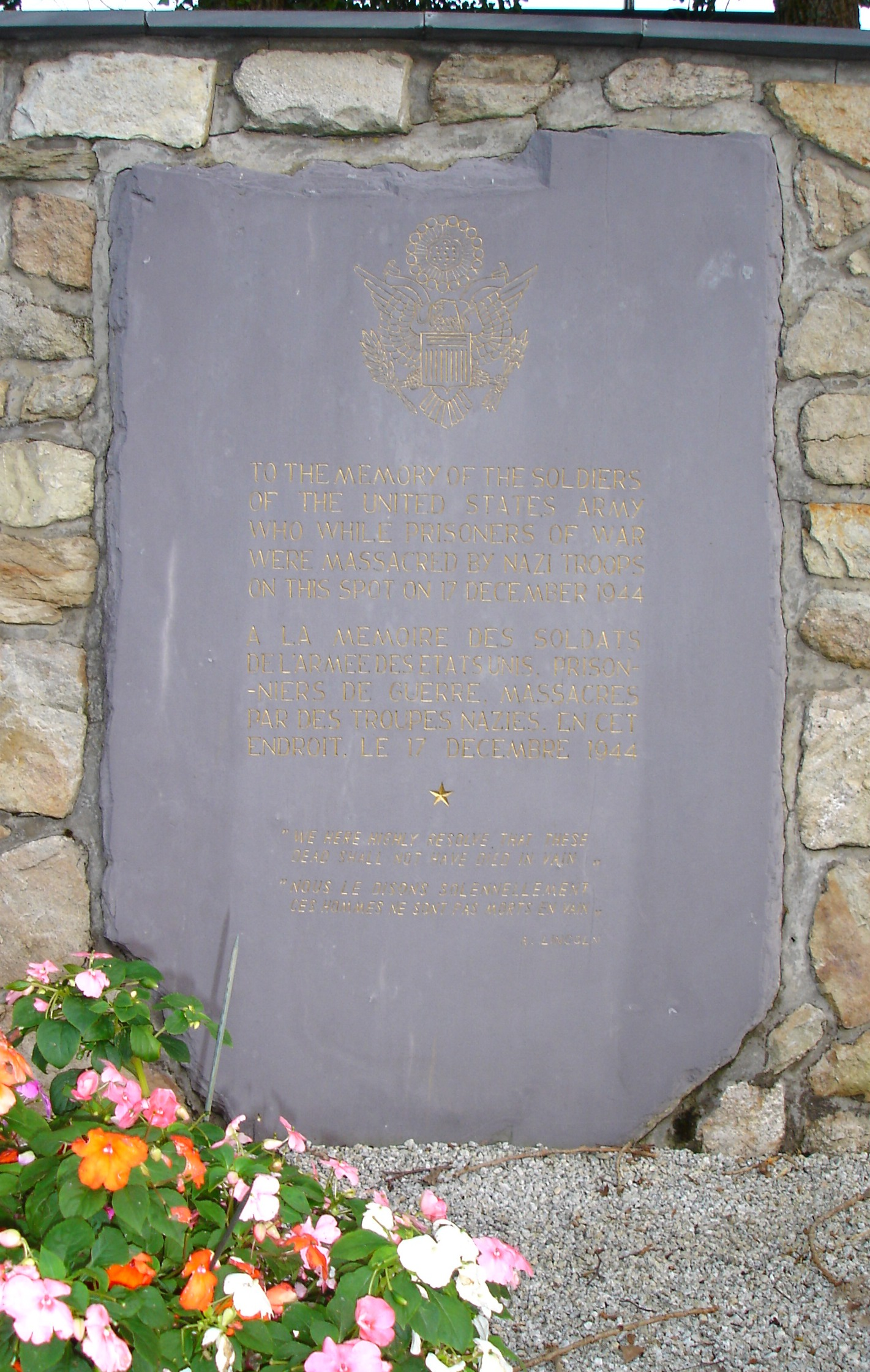
Gedenktafel

Nach dem Kriegsende fand im Mai 1946 der Malmedy-Prozess in Dachau statt, bei dem die beteiligten SS-Leute, die von den Alliierten noch aufgespürt werden konnten, vor Gericht gestellt wurden. Es gab 43 Todesurteile und 22 lebenslange Freiheitsstrafen. Es gab allerdings auch Zweifel an der Rechtmäßigkeit des ganzen Verfahrens, da die ermittelnden Behörden nicht immer rechtsstaatlich vorgegangen seien. Schließlich untersuchte ein Subkomitee des US-Senats die Angelegenheit. Mittlerweile hatte die US Army einige Todesurteile aufgehoben. Auch die übrigen Urteile milderte man in der Folgezeit ab und den Gnadengesuchen der restlichen zum Tode verurteilten SS-Leute wurde durch den Oberkommandierenden der US-Streitkräfte in Deutschland, General Thomas T. Handy, stattgegeben. Im April 1948 wurden die ersten Verurteilten aus dem War Criminals Prison No. 1 in Landsberg am Lech entlassen. Ende 1953 waren noch 32, Ende 1954 noch zehn Verurteilte in Haft. Zuletzt wurden Georg Preuß (30. November 1956), Peiper (22. Dezember 1956) und der Österreicher Hubert Huber (29. Januar 1957) entlassen. Kein einziges Todesurteil wurde schlussendlich vollstreckt.
Heute erinnern eine Gedenkstätte und ein Museum am Ort des Geschehens in Malmedy-Baugnez an die durch die Soldaten der Waffen-SS getöteten US-Soldaten.

## Filme
- Saints and Soldiers, 2003
- Die letzte Schlacht, 1965
- Über Galgen wächst kein Gras. (Reportage-Dokumentation von 2005)
- Mythos Malmedy Teil 1 + 2 (Reportage-Dokumentation von 1994 95)

## Belege
1. 1 2  John M. Bausermann: The Malmédy Massacre. Shippensburg 1995, S.?
2. ↑  Manfred Thorn: Von der Leibstandarte zum Sündenbock und Prügelknaben. Riesa 2016, ISBN 978-3-944580-12-8, S. 93 f.
3. ↑  Hugh M. Cole: The Ardennes : Battle of the Bulge. Office of the Chief of Military History, Department of the Army, Washington, D.C., United States 1965, Chapter XI. The 1st SS Panzer Division's Dash Westward, and Operation Greif, S. 261–264 (englisch, army.mil [abgerufen am 3. Juni 2006]).
4. ↑  Peter Schrijvers: The Crash of Ruin: American Combat Soldiers in Europe During World War II. S. 79–80 (englisch).
5. ↑  Peter Lieb: Konventioneller Krieg oder NS-Weltanschauungskrieg?: Kriegführung und Partisanenbekämpfung in Frankreich 1943/44. Walter de Gruyter, Berlin 2007, S. 175.
6. ↑  George Patton: The Patton Papers 1940–1945. Hrsg.: Martin Blumenson. New York 1996, S. 615 (englisch).
7. ↑  Investigation of action of army with respect to trial of persons responsible for the massacre of American soldiers, Battle of the Bulge, near Malmedy, Belgium, December 1944. (PDF; 2,09 MB) In: Malmedy Massacre Investigation, Report of Subcommittee of the Committee on Armed Services. US Senate, 13. Oktober 1949, abgerufen am 18. Dezember 2019 (englisch).
8. ↑  Jens Westemeier: Himmlers Krieger. Joachim Peiper und die Waffen-SS in Krieg und Nachkriegszeit. (=Krieg in der Geschichte. Band 71) Schöningh, Paderborn 2014, ISBN 978-3-506-77241-1, S. 856 f.
9. ↑  Brooklyn College|Graduate Center

Koordinaten: 50° 24′ 14″ N, 6° 3′ 58″ O